# Носовой инфикс
Носовой инфикс (назальный инфикс) — инфикс, содержащий носовой звук. В различных языках может выполнять различные грамматические функции.

## Носовой инфикс в праиндоевропейском языке
В праиндоевропейском языке с помощью носового инфикса образуется одна из атематических основ настоящего времени. Инфикс находился перед последним согласным корня. При этом во всех формах корень имел слабую ступень. Инфикс фигурировал в полной ступени и стоял под ударением (пра-и.е. -né-) в сильных формах глагола (в праиндоевропейском — индикатив или инъюнктив активного залога и конъюнктив) и в нулевой ступени (пра-и.е. -n-) в слабых формах (в праиндоевропейском — остальные формы глагола). Полная ступень инфикса сохранилась только в индо-иранской ветви индоевропейских языков.
Например, праиндоевропейский корень *bʰeid- «ломать, раскалывать» имел форму настоящего времени с носовым инфиксом: *bʰi-né-d- ~ *bʰi-n-d-, ср. латинское findo «раскалываю», санскритское bhinátti «ломаю». Настоящее время такого типа было характерно для переходных глаголов, чаще всего дуративных.
Носовой инфикс наблюдается во многих индоевропейских языках. Например, в латинском языке имеется множество глаголов, имеющих носовой инфикс в форме настоящего времени, но не в перфекте: vīcit «победил»/ vincit «побеждает», contudit «разбил»/ contundit «разбивает», scidit «разорвал»/ scindit «разрывает» и др. В латинском, как и других языках-потомках праиндоевропейского, имеет место ассимиляция носового инфикса звуком m, в случае, если инфикс предшествует губному согласному (b, p) либо звуком ŋ, обозначаемому буквой n в латинском и γ в древнегреческом в позиции, предшествующей заднеязычной согласной (g, k, qu). Например, rūpit «разрушил» / rumpit «разрушает», от пра-и.е. *rup-/*ru-n-p-.
В славянских языках также сохранились следы носового инфикса в чередованиях: лечь-лягу и сесть-сяду из *legti-lengom и *sedti-sendom.
В германских языках следы носового инфикса сохранились в сильном глаголе «стоять»: гот. standan, stoÞ, англ. stand, stood. Носовой инфикс встречается также в кельтских языках, например, древнеирландском: fo-roind, перфект fo-roraid «обагряет» от корня *h₁reudʰ- «красный».

## Другие языки
Носовой инфикс встречается в кхмерском языке (выполняет функцию номинализации и некоторые другие грамматические функции), австронезийских языках, языке квенья, где он используется для образования формы прошедшего времени, и чоктавском языке.